# Пристнер, Кэти
Кэтрин Энн "Кэти" Пристнер Аллинджер (англ. Catherine Ann “Cathy” Priestner Allinger; род. 27 мая 1956 года, Уинсор, Онтарио, Канада) — канадская конькобежка, серебряный призёр зимних Олимпийских игр 1976 года, бронзовый призёр чемпионата мира по конькобежному спорту в спринтерском многоборье, 5-кратная чемпионка Канады, 5-кратная рекордсменка Канады..

## Биография
Кэти Пристнер родилась в Уинсоре. В возрасте 11 лет она переехала со своей семьей из Гамильтона, где в то время они жили, в Виннипег, и начала кататься на коньках в конькобежном клубе "River Heights". В итоге выиграла национальные соревнования в своей возрастной категории в тот первый год. Пристнер выигрывала юношеские чемпионаты Канады, уже в 13 лет стала членом взрослой сборной страны. 
В 1970 году Кэти дебютировала на спринтерском чемпионате мира и финишировала в общем зачёте на 27-м месте, а в 1972 году в 15-летнем возрасте участвовала в зимних Олимпийских играх в Саппоро, где заняла 14-е место в забеге на 500 м и 28-е на 1000 м. В 1974 году стала 26-й на спринтерском чемпионате мира, а уже через год на чемпионате мира в спринтерском многоборье в Гётеборге Пристнер завоевала бронзовую медаль. 
В том же 1975-м заняла 5-е место на чемпионате мира в классическом многоборье в Ассене. На зимних Олимпийских играх в Инсбруке в 1976 году она выиграла серебряную медаль на дистанции 500 м, уступив американке Шейле Янг. Она стала первой канадской конькобежкой, завоевавшей олимпийскую медаль. В забеге на 1000 м заняла 6-е место. Пристнер была флагоносцем Канады на церемонии закрытия Олимпийских игр. В 1976 году завершила карьеру спортсменки.

## Личная жизнь и карьера
Кэти Пристнер окончила Университет Монтаны в области спортивного менеджмента, Университет Маунт-Ройал в Калгари в области социальной работы и Университет Питтсбурга по школе управления объектами. Она вышла замуж в 1986 году за Тодда Аллинджера, биомеханика и исследователя спорта. После завершения карьеры в конькобежном спорте в 1976 году она стала  С 1981 по 1997 год работала личным тренером, в том числе среди её учениц была чемпионка Олимпийских игр Бонни Блэйр. С 1986 по 1997 год была Генеральным директором Олимпийского овала Калгари, а также заместителем спортивного директора в Университете Калгари. 
С 1990 по 1998 год работала спортивным комментатором и аналитиком на "CBC" и "CTV". Она принимала участие в организации Олимпийских игр 1988, 2002, 2006 и 2010 годов, став первой женщиной на этой должности. В 2014 году с мужем разрабатывала программу для российской сборной на Олимпийских играх в Сочи. Она является членом совета директоров "Speed Skating Canada" с 2016 года, а 13 июня 2017 года Пристнер была избрана президентом федерации конькобежного спорта Канады. 31 августа 2018 года она ушла с поста президента, чтобы воспользоваться бизнес-возможностями в "Allinger Consulting International".

## Награды
- 1976 год - включена в Зал спортивной славы Альберты.[12]
- 1982 год - включена в Зал славы конькобежного спорта Канады.[13]
- 1994 год - включена в Зал Олимпийской славы Канады.
- 2002 и 2010 год - удостоена Серебряного Олимпийского ордена.[1][3]
- 7 октября 2010 года - получила степень почётного доктора права в Куантленском политехническом университете.[14]